# Roning
 "Rosport" omdirigeres hertil. For byen Rosport i Luxembourg, se Rosport (Luxembourg).
Roning er en idrætsgren, hvor en båd fremføres med årer til forskel for en sejlbåd, hvor fremdriften sikres med sejl/vind eller en kajak, som fremføres en pagaj. En roer er en person engageret i roning. Roning er en fordanskning af det engelske ord "rowing".
Roning er en fysisk aktivitet med stærke historiske forankringer. Roning kan dateres til egyptiske inskriptioner, roning var vigtig for vikingetidens både og roning håndterede transporten over Themsen inden der blev etableret broer. De første konkurrencer i roning opstod i England. Verdens ældste rokonkurrence er Henley Royal Regatta, som blev etableret i 1832.
Roning er i Danmark organiseret i Dansk Forening for Rosport, som servicerer alle typer roning i Danmark.
Roning kan udføres i alle aldre som bl.a. motionsroning og kaproning. Der findes flere bådtyper: Inriggere og gig-både (bredere sødygtige robåde) til langturs- og motionsroning. Outrigger (smallere hurtige både) til kaproning men de benyttes i vid udstrækning også til motionsroning på søer og roligere farvande som i fjorde. Nyere bådetyper er begynderbåden EDon, som har "støttehjul" monteret under riggen. Coastalbåden er en surf-lignende konstruktion, som gør båden meget velegnet til roning i bølger og blæst. Roning kan også udføres på en maskine; det kaldes Ergometerroning.
Roning på såkaldte romaskiner kan praktiseres hele året. Romaskinerne kan simulere roningen vha. magnetisme eller lufttryk. Men robevægelsen er meget anderledes, end når det foregår på vandet og andre muskelgruppe kan aktiveres når der ikke trækkes i en åre. Ydermere giver romaskinerne ikke mulighed for at ro sammen, men romaskiner kan sættes sammen på en såkaldt "slide" hvormed man i op til otte romaskiner kan ro i takt. Roning på ergometer har fået sin egen disciplin i form af Rospinning, hvor roning i hold udføres i takt til musik. Dansk Forening for Rosport tilbyder kurser i Rospinning. Disse er meget populære.
De olympiske bådtyper er alle outriggere. Roning har været på det olympiske program siden 1896. Den første danske OL-guld medalje i roning blev vundet i 1912. Guldfireren er betegnelsen for et af dansk idræts mest vindende hold, med medaljer ved OL i 1996, 2000, 2004, 2008 og 2012. En af Danmarks mest kendte idrætsatleter er roeren Eskild Ebbesen.
Gig-både (halvbrede outriggere) benyttes især på åer, kanaler og søer. De er f.eks. meget udbredte i Tyskland. Der findes også en særlig type robåd, der bruges til at ro tværs over Atlanten.
Der kan ros med én "rowing" eller to "sculling" årer pr. mand. Disse to typer roning har en historisk forankring. En-årers roning var således roning på egyptiske både og i vikingebådene mens to-årers roning fortrinsvis kan henføres til jolle-roning.
Hvert år afholdes Danske Mesterskaber i Roning. Kun gennem konkurrencer arrangeret af Dansk Forening for Rosport er det muligt at vinde det officielle Danmarks Mesterskab i Roning, hvor vinderen får overrakt officielle mesterskabsmedaljer fra Danmarks Idrætsforbund. Et Dansk Mesterskab i roning kan erhverves i inriggere, outriggere, coastal og ergometer. Dansk Forening for Rosport tilbyder mesterskabsløb i forskellige alderskategorier.
En roklub uddanner nye roere. Roklubber afholder hvert instruktion for nye roere. Der instrueres i robevægelsen, roteknik, de forskellige både og kommandoer samt relevant viden om søfartsregler. De nye roere kaldes kaniner. Ved afslutningen en periode med ro-instruktion kan en roklub afholde en kanindåb, hvor den nye roer døbes. En kanindåb minder meget om en polardåb eller ækvatordåb og har formentlig sin oprindelse derfra. Nogle roklubber er gået væk fra at døbe kaniner, da det tidligere kunne være en temmelig barsk tradition. De fleste nøjes dog med at modernisere traditionen, så den er sjov for alle også kaninerne.